# Sasakowie
Sasakowie – grupa etniczna zamieszkująca wyspę Lombok w Indonezji. Według spisu ludności z 2010 r. ich liczebność wynosi ponad 3 mln.
Posługują się własnym językiem sasak z rodziny austronezyjskiej.  Dawniej znajdowali się pod wpływem jawajskiej tradycji literackiej, ale od poł. XX w. zaczął się rozprzestrzeniać alfabet łaciński. W większości wyznają islam w odmianie sunnickiej. Islam szerzył się od XVI w. Wciąż utrzymują się elementy religii animistycznej Sasak-Boda. Powstał islam synkretyczny zwany Islam Wetu Telu.
Zajmują się uprawą roli na nawadnianych polach tarasowych, w odizolowanych regionach – rolnictwem opartym na systemie żarowym (ryż, warzywa, owoce, palma kokosowa), hodowlą bawołów i psów, rybołówstwem przybrzeżnym, łowiectwem i zbieractwem. Uprawiają tkactwo i plecionkarstwo, rozwinęło się też rzeźbienie w drewnie. Żywność głównie pochodzenia roślinnego. Mają bogaty i różnorodny folklor. Rozwinęli własną tradycję gamelanu. Tradycyjny instrument muzyczny – genggong. Rodzime wierzenia obejmują kult przodków i kulty agrarne. 
Organizacja społeczna opiera się na patrylinearnym systemie pokrewieństwa. Związek małżeński ma charakter patrylokalny.